# Fortran
Fortran (od wersji 90) a dawniej FORTRAN (do wersji 77 włącznie) (od ang. formula translation) – język programowania komputerów, pierwotnie zaprojektowany do zapisu programów obliczeniowych. Był niegdyś językiem proceduralnym, obecnie jest nadal rozwijanym językiem ogólnego przeznaczenia. Umożliwia programowanie strukturalne, obiektowe (Fortran 90/95), modularne i równoległe (Fortran 2008). Jego zastosowaniami są, między innymi, obliczenia naukowo-inżynierskie, numeryczne, symulacja komputerowa itp. Początkowe wersje FORTRANu miały ograniczone możliwości. Dzięki łatwości opanowania Fortran stał się najpopularniejszym językiem do przeprowadzania obliczeń numerycznych.

## Specyfika
Z pierwszych wersji języka pochodzi zasada braku rozróżniania małych i wielkich liter w słowach kluczowych języka oraz używanych zmiennych, a także bogate zasady tworzenia formatów zapisywanych i drukowanych danych.
Fortran dysponuje wielką liczbą bibliotek, które pozwalają rozwiązać praktycznie każde zadanie numeryczne. Najważniejsze przyczyny, z powodu których Fortran jest wykorzystywany i rozwijany do dziś, to szybkość obliczeń oraz wysoka wydajność kodu generowanego przez kompilatory Fortranu, wynikająca m.in. z jego długiej obecności na rynku programistycznym, znakomita skalowalność i przenośność oprogramowania (pomiędzy różnymi platformami sprzętowymi i systemami operacyjnymi), a także dostępność bibliotek dla programowania wieloprocesorowego i równoległego oraz bibliotek graficznych. Obliczenia aerodynamiczne, wytrzymałościowe i cieplne obecnie często prowadzone są z użyciem tego języka. 
Do niedawna te zalety były okupione brakiem dobrych metod wizualizacji czy niskopoziomowej komunikacji z systemem operacyjnym, gdyż te zagadnienia są pominięte w kolejnych standardach języka (aż do Fortranu 95 włącznie). Obecnie producenci kompilatorów (zwłaszcza niezależni), wzbogacają je o możliwość stosowania grafiki celem umożliwienia wizualizacji wyników obliczeń (wykresy, wizualizacja tablic wielowymiarowych) poprzez dostarczanie odpowiednich bibliotek. 

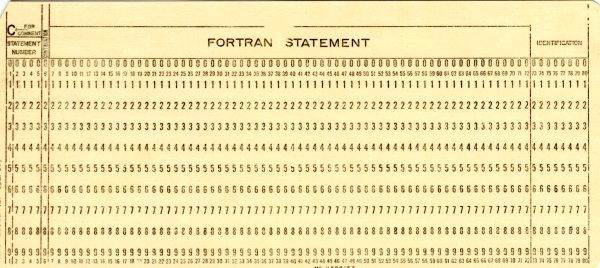
Karta perforowana z podziałem na pola dla Fortranu IV.

## Historia i standardy
Pierwszy kompilator Fortranu stworzył zespół Johna Backusa, który w latach 1954–1957 pracował dla IBM. Kompilator ten był pierwszym w historii kompilatorem języka wysokiego poziomu. Został starannie zoptymalizowany, ponieważ autorzy obawiali się, że nikt nie będzie go używał, jeśli szybkość programów nie będzie porównywalna z szybkością programów napisanych w asemblerze.
Pierwsza standaryzacja nastąpiła w 1960 roku, kiedy opisano pierwszy standard języka znany jako Fortran IV. Kolejnym standardem był Fortran 66. Standard ten był zbyt ubogi i implementacje musiały zawierać wiele rozszerzeń. W latach siedemdziesiątych American National Standard Institute (ANSI) opracowała kolejny standard nazwany Fortran 77, który w roku 1980 stał się standardem międzynarodowym. Jego struktura przystosowana jest do używanych wówczas powszechnie kart perforowanych, ale zawierała elementy programowania strukturalnego. W Polsce bardzo popularna była odmiana Fortranu na maszyny ICL/Odra (FORTRAN 1900; kompilator taśmowy #XFAM oraz dyskowe #XFAT i #XFAE z konsolidatorem #XPCK), a także Watfor 77, Lahey 77 i MS Fortran na PC czy Fortran 80 dla 8-bitowych komputerów z systemem CP/M-80. W praktyce większość tych kompilatorów miała wiele rozszerzeń, które dopiero po latach weszły do kolejnego standardu (struktury rekordowe, alokowalne tablice, więcej instrukcji pozwalających na programowanie strukturalne itp.). Następcą Fortranu 77 stał się Fortran 90. Standard ma całkowicie zmienioną składnię dostosowaną do współczesnych języków programowania, przykładowo Fortran 90 nie wymusza już na użytkowniku stosowania etykiet i instrukcji skoku. Kolejnym standardem jest Fortran 95, zmiany w stosunku do poprzedniej wersji są niewielkie. Pomimo wprowadzenia nowych standardów, Fortran 77 jest nadal w użyciu (głównie przez starszych programistów przyzwyczajonych do tej wersji), co uwzględniają producenci praktycznie wszystkich kompilatorów – na przykład kompilator Compaq Visual Fortran (wcześniej Digital Visual Fortran) kompiluje programy napisane w standardach 66/77/90/95. Najnowszy standard języka nosi nazwę Fortran 2023 i został opublikowany w listopadzie 2023 roku
.

## Podstawy

### Operatory logiczne
| operator logiczny | nazwa                      |
| ----------------- | -------------------------- |
| .NOT.             | negacja                    |
| .AND.             | koniunkcja                 |
| .OR.              | alternatywa                |
| .EQV.             | równoważność               |
| .NEQV.            | zaprzeczenie równoważności |

### Operatory porównania
| operator relacji | opis                                           |
| ---------------- | ---------------------------------------------- |
| .LT.             | ang. less than – inaczej <                     |
| .LE.             | ang. less equal – inaczej <=                   |
| .GT.             | ang. greater than – inaczej >                  |
| .GE.             | ang. greater equal – inaczej >=                |
| .EQ.             | ang. equal – inaczej == (lub = w Pascalu)      |
| .NE.             | ang. not equal – inaczej != (lub <> w Pascalu) |

### Operatory arytmetyczne
| operator arytmetyczny | działanie   |
| --------------------- | ----------- |
| +                     | dodawanie   |
| -                     | odejmowanie |
| *                     | mnożenie    |
| /                     | dzielenie   |
| **                    | potęgowanie |

## Przykłady
Najkrótszy program:
```
       
END

```

Hello world, kod dla F77:
```
PROGRAM 
HELLO

  
WRITE
 
(
*
,
*
)
 
'hello, world'

END

```

Deklaracje zmiennych i Implicit none
Standard nie wymusza stosowania deklaracji zmiennych, wówczas niezadeklarowane zmienne o nazwach rozpoczynających się od liter A-H i O-Z (nie są rozróżniane małe i duże litery) mają typ real (rzeczywisty, zmiennoprzecinkowy o precyzji zależnej od implementacji i opcji) a zmienne rozpoczynające się od I-N są typu integer (liczby całkowite o zakresie zależnym od implementacji i opcji); jest to równoważne deklaracjom „implicit real (A-H,O-Z)” i „implicit integer (I-N)”.
Dyrektywa kompilatora implicit none zastosowana na początku programu zapobiega wykorzystaniu niezadeklarowanych zmiennych. Przykładowy poprawny kod programu liczącego sumę dwóch liczb rzeczywistych (podwójnej precyzji – real(8)), w języku F95:
```
IMPLICIT NONE

REAL
(
8
)
 
::
 
a
,
b

READ
 
*
,
a
,
b

PRINT
 
*
,
'wynik'
,
a
+
b

END

```

w przypadku kodu:
```
IMPLICIT NONE

REAL
(
8
)
 
::
 
a

READ
 
*
,
a
,
b

PRINT
 
*
,
'wynik'
,
a
+
b

END

```

kompilator wyświetla błąd o niezadeklarowaniu zmiennej „b” wykorzystywanej w programie.
Fakt domyślnej deklaracji zmiennych niejednokrotnie powodował kłopoty programistów, nie mogących odnaleźć źródła nieoczekiwanych kaprysów pozornie poprawnych programów, np. nagłówek pętli wykonywanej 25 razy dla zmiennej I:
```
DO 
100
 
I
=
1
,
25

```

napisany z kropką zamiast przecinka:
```
DO 
100
 
I
=
1.25

```

nie czyni tej instrukcji niepoprawną, ponieważ kompilator uzna ten zapis za domyślną deklarację zmiennej DO100I typu rzeczywistego (nazwa zaczyna się od litery D) i przypisze jej wartość 1.25, co zmieni zamierzony przez programistę przepływ sterowania.

## Kompilatory

### Kompilatory języka Fortran 90/95
- Edi (Windows) – polskie zintegrowane środowisko programistyczne dla Windows. Bezpłatne pod warunkiem zarejestrowania
- Intel Visual Fortran Compiler (Linux, Windows, OS X) – w wersji pod Linuksa bezpłatny dla niekomercyjnych zastosowań
- CUDA Fortran(Portland Group) (Linux, Windows, MAC OS X) – płatny
- Silverfrost FTN95 (Windows) – bezpłatny
- GNU Fortran 95 – wolny, jeden z podprojektów GCC
- G95 Project (Linux, Windows, OS X) – darmowy
- PGI Visual Fortran (Linux, Windows, OS X) – płatny, zintegrowany z MS Visual studio
- Compaq Visual Fortran (Windows, Linux/Unix/OpenVMS Alpha, OpenVMS VAX) – płatny, przejęty przez firmę Intel i dalej rozwijany jako Intel Fortran Composer XE
- VAST/f90 (Linux) – darmowy kompilator dla użytkowników indywidualnych (a właściwie translator F77 do F90)
- Absoft Pro Fortran (Linux, Windows, Mac OS, PowerPC) – płatny
- Lahey/Fujitsu Fortran (Windows, Linux, SPARC Solaris) – komercyjny
- NAGWare f95 (Linux, Mac OS, SPARC Solaris, IRIX, SunOS, OSF/1, PA-RISC) – komercyjny
- NA Software FortranPlus (Linux, Windows) – płatny
- Salford FTN95 (Windows) – darmowy do zastosowań niekomercyjnych (od roku 2005)
- Open64  – darmowy

### Kompilatory języka Fortran 77
- Salford FTN77 (Windows) – darmowy
- Open Watcom. openwatcom.org. [zarchiwizowane z tego adresu (2018-04-07)]. (Windows, OS/2) – open source
- g77 (GNU fortran 77) – wolny